# 배틀로어
배틀로어(Battlelore)는 핀란드의 헤비 메탈 밴드이다.